# 劉昌毅
劉昌毅（りゅう しょうき、1914年11月2日 - 1999年11月1日）は、中華人民共和国解放軍の軍人、中将。

## 概要
1914年湖北省黄安県（現紅安県）生まれ。旧名「劉昌義(刘昌义)」。入隊後に班長、小隊長、政治部科長、団長、軍区司令員、青島基地司令員、北海艦隊司令員（初代）などの軍歴を重ね解放軍中将。抗日軍政大学卒業。土地革命戦争、抗日戦争、解放戦争などに功績があり、第一級独立自由勲章、第一級解放自由勲章などを受勲。

## 来歴
- 1914年 湖北省に生まれる
- 1921年 中国共産主義青年団に加入
- 1921年 中国工農紅軍に参加
- 1931年 中国共産党入党（青年団より中国共産党へ移動）
- 1937年まで 紅一師一団通信班班長、紅4方面軍第9軍25師75団小隊長、政治指導員、紅9軍政治部政務科科長、第27師76団副団長および団長を歴任し、長征に参加
- 1955年 中将に昇進
- 1960年 北海艦隊司令員（1960.08-1969.08）
- 1999年11月1日 85歳にて死去